# Antikvitet

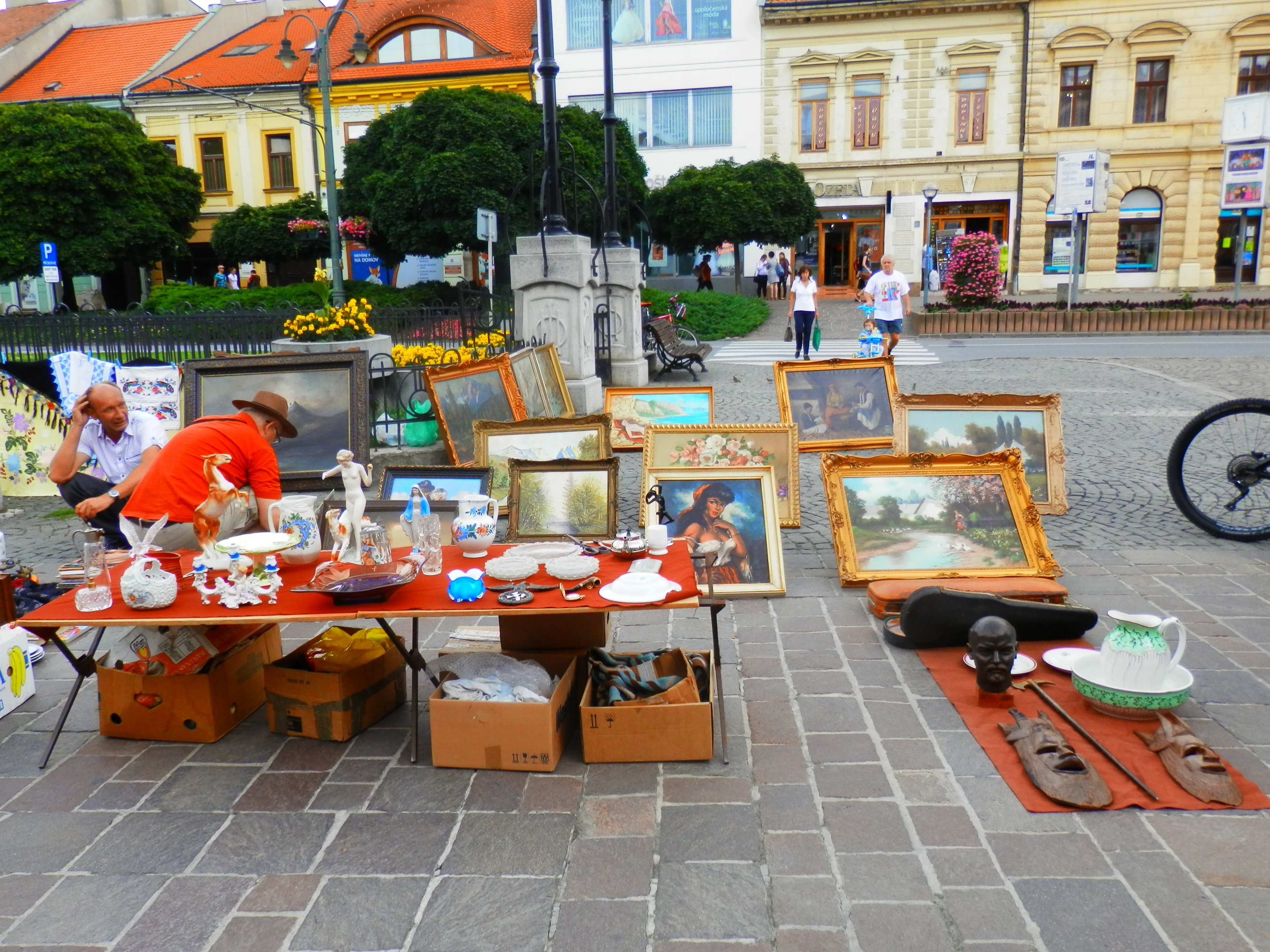
Antikviteter på en marknad.

En antikvitet (av franska antiquité, av latin antiʹquitas ’forntid’, av antiʹquus ’gammal’) är ett äldre, kulturhistoriskt föremål. Primärt avser antikviteter prydnadsföremål snarare än nyttoföremål, exempelvis konsthantverk. Typiskt för antikviteter är att de härstammar från en annan stilepok. I fackmässig benämning ska föremålen vara minst 100 år gamla.
Av hävd eller av praktiska skäl tillämpas vissa regler för vad som kallas antikviteter, men någon bestämd gräns vid vilken ett föremål kan sägas bli antikt finns inte. Regler som kommit att tillämpas bygger på uppförandet av skråväsendets 1846 samt tulltaxans 100-årsgräns, vilken anger att föremål äldre än 100 år är tullfria. Genom att auktionsfirmorna senare har kommit att anordna specialauktioner har begreppet antikvitet i viss mån förlorat sin giltighet, och  även föremål som är nyare än 100 år har kommit att inkluderas i begreppet. Detta har medfört att inte heller antikhandeln upprätthåller några principer vad gäller sortimentets ålder.

## Historia
Med antikviteter syftades ursprungligen på föremål från antiken som under renässansen och framåt samlades av europeiska kungar och furstar. Andra ”fornsaker”, sådant som i dag klassas som fornlämningar, ingick ofta i samlingarna, särskilt från 1700-talet. Redan tidigt samlade man även medeltida handlingar och föremål med kopplingar till medeltida adelsätter. Under slutet av 1700- och början på 1800-talet börjar intresset för folkkonsten att öka, och föreställningen att folkkonsten rymde rester av influenser som annars inte gick att spåra i skriftliga handlingar gjorde att intresset för fornsakssamlandet ökade. Den snabba samhälleliga förvandlingen i slutet av 1800-talet medförde ett ökat intresse för insamlandet av rester från en snabbt bortdöende folkkultur. Samtidigt innebar ett ökat antal nyrika släkter, som saknade eget arvegods i den mängd och kvalitet som krävdes för ett högt anseende att marknaden för äldre föremål ökades. 
I början av 1900-talet börjar antikviteter även att användas för att beteckna föremål som inte är från antiken. Länge ansågs skråorganisationens upphävande 1846 som den gräns för när föremål ansågs intressanta. Modernare föremål ansågs vara underlägsna både kvalitets- och designmässigt.
På 1960-talet får antikvitetssamlandet sitt genombrott i bredare kretsar genom veckotidningar och tidningsreportage, och den tidigare gränsen börjar brytas upp - intresset även för yngre föremål - särskilt sent 1800- och tidigt 1900-tal ökar. Många handlare och samlare valde då att använda gränsen hundra år för att kunna skilja mellan ”riktiga” antikviteter och föremål av yngre ursprung. Föremål med minst 50 års ålder började samtidigt definieras som semi-antika.
Framåt sekelskiftet 2000, då intresset för föremål från 50-, 60- och 70-talen ökade, samtidigt som intresset för äldre föremål minskade, blev också intresset av att upprätthålla gränsen 100 år mindre. Många handlare och samlare håller dock fast vid gränsen 100 år som gränsen för när ett föremål bör kunna betraktas som antikvitet. 100 år (i vissa fall 50) fungerar också fortfarande som gräns inom lagstiftningen, när det gäller exporttillstånd för vissa typer av kulturhistoriskt intressanta föremål.
I fråga om mattor används vanligen begreppet ”semi-antik” för att beteckna mattor som är minst 50 år gamla men ännu inte uppnått 100 år.